# Друзья: Воссоединение
«Друзья: Воссоединение» (англ. Friends: The Reunion), также известный как «Эпизод, где они снова собираются вместе» (англ. The One Where They Get Back Together) — специальный выпуск американского ситкома «Друзья», который вышел в 2021 году. Исполнительными продюсерами спецвыпуска стали соавторы оригинального шоу Марта Кауфман, Дэвид Крейн и Кевин С. Брайт. В эпизоде снялись все актёры, исполнившие главные роли в сериале «Друзья», а режиссёром стал Бен Уинстон. Актёры вновь посещают декорации любимого шоу (такие, как квартиры друзей, кафе Central Perk и диван у фонтана), встречаются со звёздными гостями, участвовавшими в шоу, а также с современными знаменитостями, вспоминают любимые эпизоды «Друзей», а также делятся со зрителями закулисными кадрами. Это было последнее появление Мэтью Перри на экране перед его смертью в октябре 2023 года в возрасте 54 лет.
Премьера эпизода состоялась 27 мая 2021 года на видеосервисе HBO Max.

## Производство
12 ноября 2019 года журнал The Hollywood Reporter сообщил о том, что Warner Bros. Television по заказу видеосервиса HBO Max готовит спецвыпуск «Друзей» с участием всего звёздного актёрского состава и создателей оригинального сериала. 21 февраля 2020 года телекомпания WarnerMedia объявила о запуске производства эпизода «Друзья: Воссоединение», в который вернулись все звездные актёры и авторы.
Исполнительными продюсерами спецвыпуска стали авторы оригинального шоу Кевин С. Брайт, Марта Кауфман и Дэвид Крейн. В нём снялись все главные актёры сериала «Друзья»: Дженнифер Энистон, Кортни Кокс, Лиза Кудроу, Мэтт Леблан, Мэттью Перри и Дэвид Швиммер. Для Перри, испытывавшего серьёзные проблемы со здоровьем, это была последняя роль, он умер в октябре 2023 года. Бен Уинстон из британской продюсерской компании Fulwell 73 стал режиссёром выпуска. В производстве также участвовала Warner Bros. Unscripted & Alternative Television.

### Съёмки
Серия «Друзья: Воссоединение» снималась в Лос-Анджелесе, штат Калифорния, в 24-м павильоне (также известном как «Павильон Друзей») студии Warner Bros. Studios, где снимались «Друзья» начиная со второго сезона. Съёмки прошли в апреле 2021 года; ранее их начало откладывалось дважды: сначала в марте 2020 года, а потом — в августе 2020 года, оба раза из-за пандемии COVID-19.
Эпизод был снят в присутствии зрителей, состоявших в основном из статистов, проверенных на COVID и нанятых для участия в шоу.

### Основной состав
- Дженнифер Энистон
- Кортни Кокс
- Лиза Кудроу
- Мэтт Леблан
- Мэттью Перри
- Дэвид Швиммер

### Приглашённые звезды
- Дэвид Бекхэм
- Джастин Бибер
- BTS
- Джеймс Корден (ведущий шоу)
- Синди Кроуфорд
- Кара Делевинь
- Эллиотт Гулд (гость в зрительном зале)
- Кит Харрингтон
- Леди Гага (исполняет песню «Драный кот» с Кудроу)
- Ларри Хэнкин (участник викторины)
- Минди Калинг
- Томас Леннон (участник викторины)
- Кристина Пиклз (гость в зрительном зале)
- Том Селлек (участник викторины)
- Джеймс Майкл Тайлер
- Мэгги Уилер
- Риз Уизерспун
- Малала Юсуфзай

## Релиз
Специальный выпуск «Друзья: Воссоединение» изначально должен был выйти 27 мая 2020 года — в день запуска платформы HBO Max вместе со всеми 236 сериями оригинального сериала. 13 мая 2021 года был выпущен тизер-трейлер, в котором сообщалось, что премьера спецвыпуска состоится 27 мая 2021 года на HBO Max.
Специальный выпуск также вышел на Sky One в США, Now в Великобритании, Foxtel Now и Binge в Австралии, TVNZ 2 и TVNZ OnDemand в Новой Зеландии и ZEE5 в Индии.

## Оценки и отзывы
На Rotten Tomatoes рейтинг специального выпуска «Друзья: Воссоединение» составляет 63 % на основе 41 обзора со средней оценкой 6.7 из 10. На Metacritic спецвыпуск получил средневзвешенную оценку 65 из 100 на основе 27 рецензий, что указывает на «в целом положительные отзывы».